# فيليب سامبسون
فيليب سامبسون (6 سبتمبر 1980 في المملكة المتحدة - ) (بالإنجليزية: Philip Sampson)‏ هو لاعب كريكت بريطاني. لعب مع نادي مقاطعة سري للكريكت ‏ وBuckinghamshire County Cricket Club ‏ وSurrey Cricket Board ‏.